# Joaquim Rodrigues da Cunha
Joaquim Rodrigues da Cunha (Gosende, concelho de Castro Daire, 19 de Outubro de 1915 — Fráguas, concelho de Vila Nova de Paiva, 7 de Dezembro de 1972) foi um pároco e escritor português. 
Fez os seus estudos no Seminário de Lamego tendo sido ordenado sacerdote em 10 de Agosto de 1941. Foi pároco de Lazarim, Lamego, durante quatro anos. 
A seguir, foi pároco da freguesia de Fráguas, concelho de Vila Nova de Paiva, até à sua morte. Nessa vila, fundou o Colégio de Santa Maria.

## Obra
- A Moleirinha das Fragas (1956)
- Luz na Montanha (1960)
- A Fidalga de Balsemão (1967, transmitido em folhetins pela Emissora Nacional, em 1968).